# Arboretum de Guignicourt-sur-Vence
El Arboreto de Guignicourt-sur-Vence (en francés: Arboretum de Guignicourt-sur-Vence, también Arboretum Victor Cayasse) es un arboreto, en Guignicourt-sur-Vence, departamento de Ardennes, Francia.
Es visitable todo el año sin cargo.

## Historia
El arboreto fue creado a principios del siglo XX entre 1925 a 1936 por Victor Cayasse que fue miembro de la « Société d'Histoire Naturelle des Ardennes » (Sociedad de historia Natural de las Ardenas)
Sus herederos lo donaron en 1977. 
Ha sido restaurado por la "Sociedad de historia Natural de las Ardenas" e inaugurado oficialmente el 18 de mayo de 2015.

## Colecciones botánicas
Alberga unas 80 especies de árboles y arbustos, además de cientos de especies de plantas herbáceass de la zona de « Crêtes Préardennaises ». 
Nos permite observar árboles maduros de hayas, aceres, nogales, Magnolias, carpes, y arbustos como... Saúco y Sorbus.
Hay paneles explicativos que nos ayudan a reconocer mejor y a entender estas especies.
Nos podemos encontrar una serie de especies vegetales raras como Asphodelus arrondeaui, Echinochloa oryzoides, Teucrium scorodonia, Eleocharis multicaulis, Pulicaria vulgaris, Utricularia vulgaris,  Sium latifolium, Potamogeton gramineus, Limosella aquatica, Ulmus laevis, etc.